# 圖瓦自治州
圖瓦自治州，是蘇聯俄羅斯蘇維埃聯邦社會主義共和國的一個自治州，成立於1944年10月11日，是圖瓦人民共和國人民小呼拉爾申請加入蘇聯被接納後成立。
在1961年10月10日圖瓦自治州升格為圖瓦蘇維埃社會主義自治共和國。

## 地图

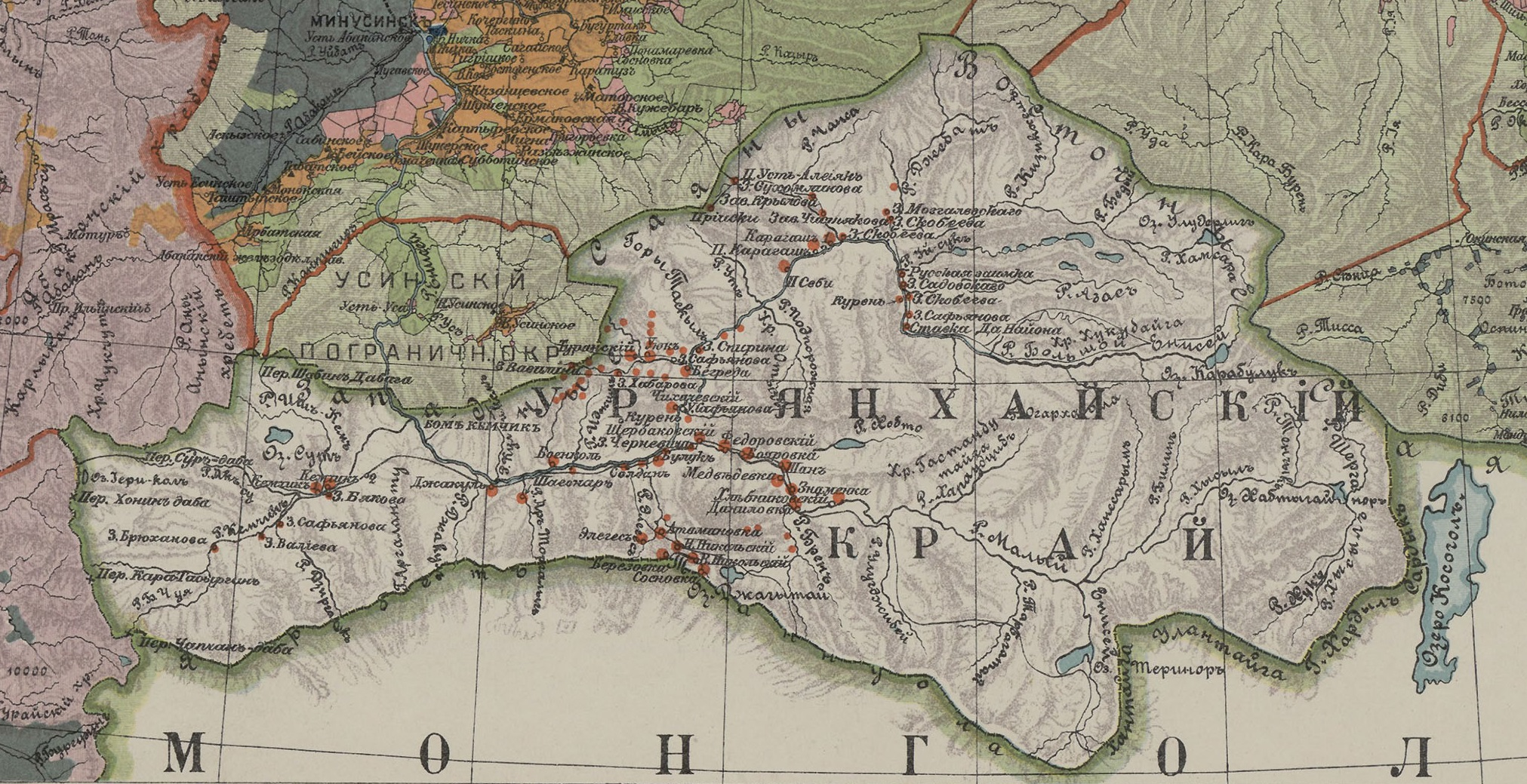
1914年乌梁海边疆区时期的图瓦版图
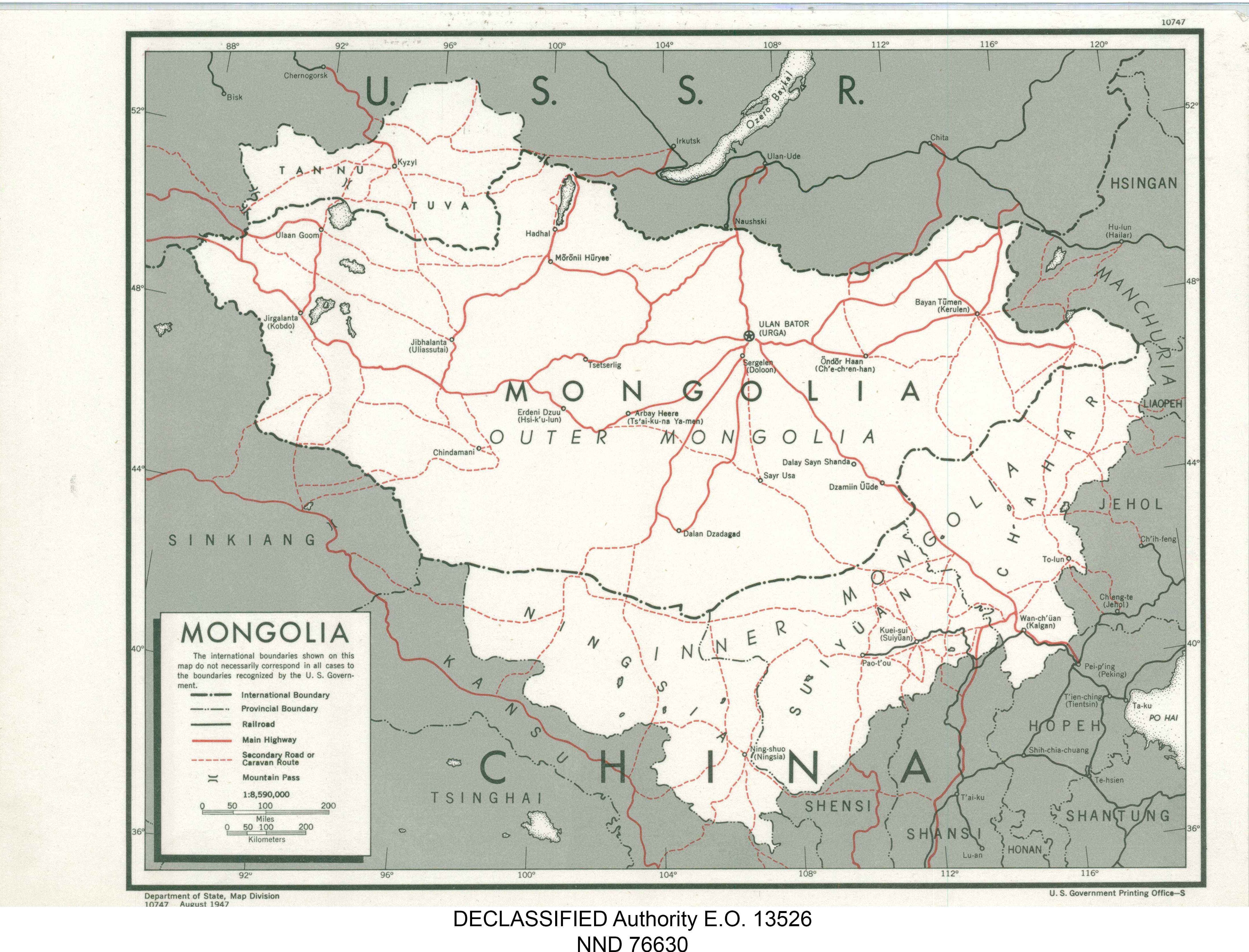
1947年的蒙古高原政治地圖，此時唐努圖瓦已成為蘇聯的自治州
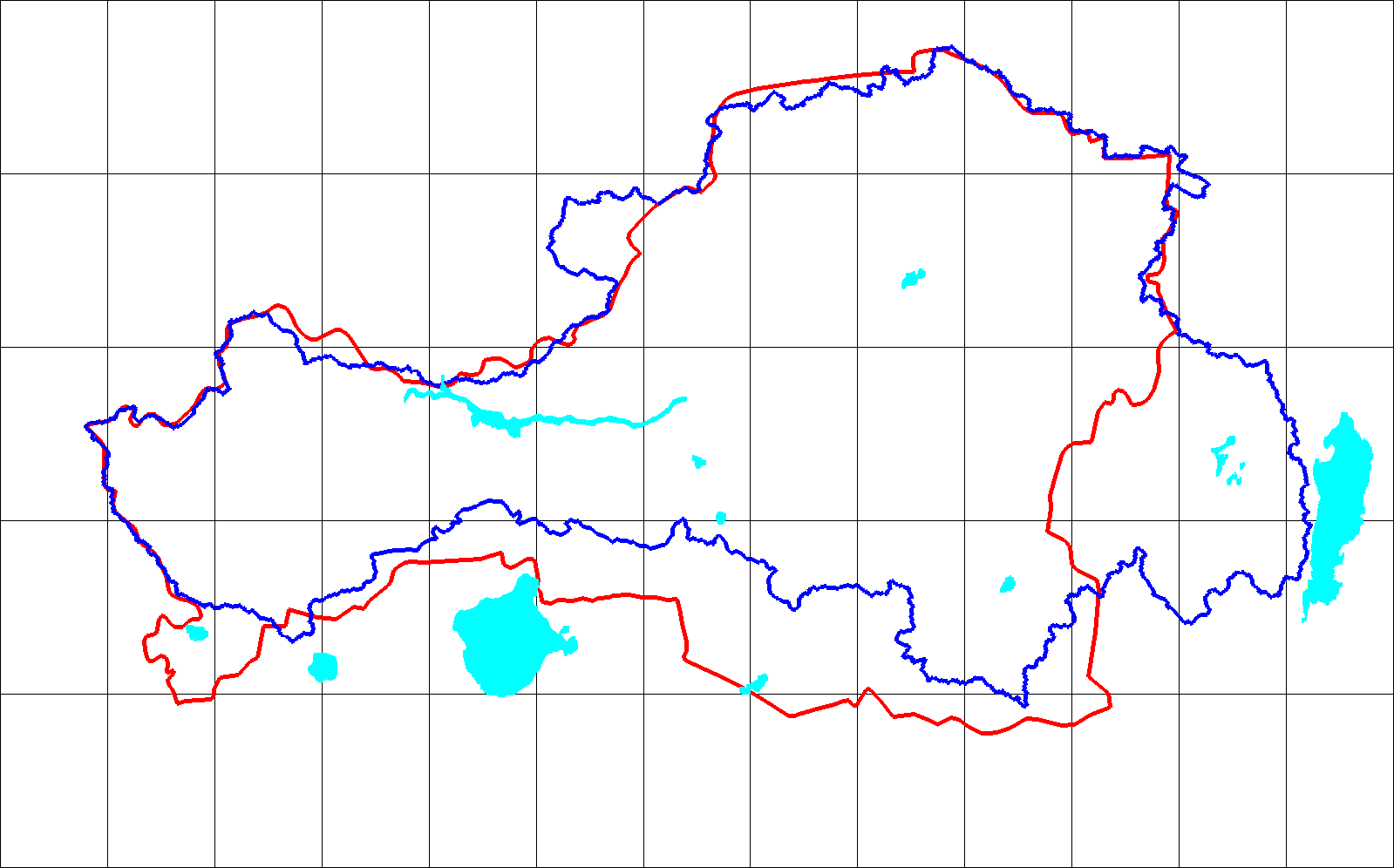
图瓦在1914年的领土边界（蓝色），图瓦在1954年的领土边界（红色）